# Setisquamalonchaea fumosa
Setisquamalonchaea fumosa is een vliegensoort uit de familie van de Lonchaeidae. De wetenschappelijke naam van de soort werd voor het eerst geldig gepubliceerd in 1862 door Johann Egger.